# Тепшенарі
Тепшенарі (рум. Tepșenari) — село у повіті Вилча в Румунії. Входить до складу комуни Мілкою.
Село розташоване на відстані 143 км на північний захід від Бухареста, 12 км на південний схід від Римніку-Вилчі, 94 км на північний схід від Крайови, 112 км на південний захід від Брашова.

## Населення
За даними перепису населення 2002 року у селі проживали 382 особи, усі — румуни. Усі жителі села рідною мовою назвали румунську.